# سیارک ۶۲۷۴
سیارک ۶۲۷۴ (به انگلیسی: 6274 Taizaburo، نامگذاری:1992FV) شش هزار و دویست و هفتاد و چهارمین سیارک کشف شده‌است که در ۲۳ مارس ۱۹۹۲ کشف شد.
قدر مطلق سیارک برابر ۱۳٫۶۰ است.